# Serra de Tufello
La Serra de Tufello és una serra situada al municipi d'Alins a la comarca del Pallars Sobirà, amb una elevació màxima de 2.052 metres.